# Feliks Bali
Feliks Bali (ur. w Dukli, poległ 12 lipca 1810 pod Tortozą) – kapitan Legii Nadwiślańskiej.
Służył jako podporucznik, a potem porucznik w Legionach Polskich we Włoszech. Skierowany 19 lipca 1807 do Legii Polsko-Włoskiej, mianowany kapitanem w 6 kompanii I batalionu 2 Pułku. Po reorganizacji Legii Nadwiślańskiej 7 listopada 1808 dowodził kompanią grenadierów w I batalionie 2 Pułku. Odznaczył się wybitnie w szturmach Saragossy 4 sierpnia 1808 i w lutym 1809. Mianowany kawalerem Legii Honorowej 2 marca 1809. Zginął pod Tortozą 12 lipca 1810 r.